# Pyrgophora enigmoides
Pyrgophora enigmoides är en insektsart som beskrevs av Evans 1959. Pyrgophora enigmoides ingår i släktet Pyrgophora och familjen dvärgstritar. Inga underarter finns listade i Catalogue of Life.